# De Nieuwe Wereld (standbeeld)

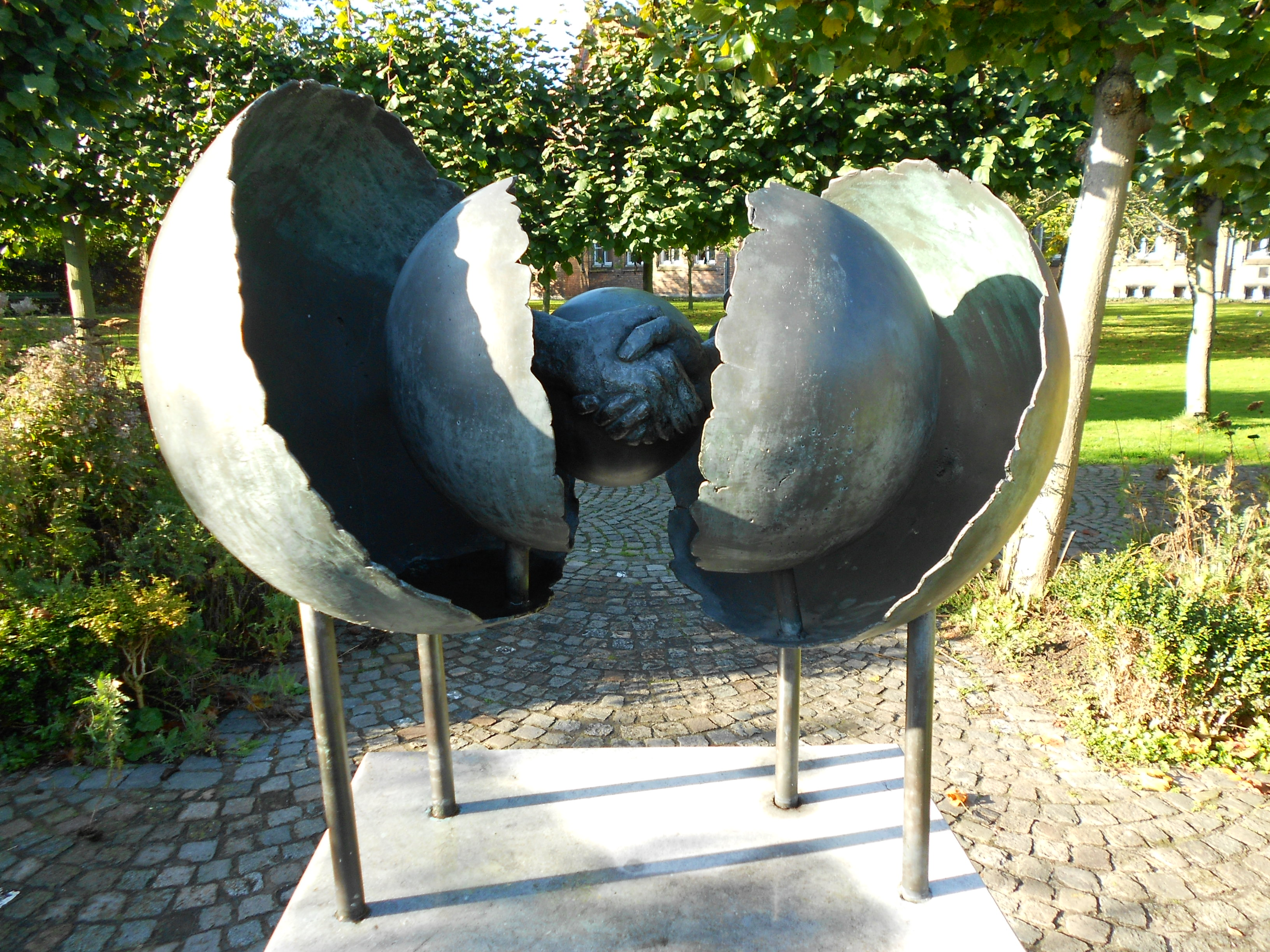
De Nieuwe Wereld

De Nieuwe Wereld is een kunstwerk van de Belgisch beeldend kunstenaar Leona Sels.

## Betekenis
Het opschrift Tussen mensen geen grenzen is een boodschap die refereert aan het 100-jarig bestaan van het Rerum Novarum. Het beeld werd aan de stad Brugge geschonken door de Koepel van Christelijke Werknemersorganisaties. Het kunstwerk uit 1991 stelt een gebroken wereld voor. De handen in het midden van het werk duiden erop dat die wereld tot het verleden behoort en dat er nu sprake moet zijn van eenheid.

## Locatie
Het bronzen beeld staat in het centrum van de stad Brugge, in de tuin van het Oud Sint-Janshospitaal en is ook bereikbaar via de Goezeputstraat.